# اوبرلینگن
شهر اوبرلینگن (به آلمانی: Überlingen) در ایالت بادن-وورتمبرگ در کشور آلمان واقع شده‌است.